# 丹麦国家太空研究所
丹麦科技大学国家太空研究所 ，简称为DTU（丹麥語：Institut for Rumforskning og Rumteknologi），是丹麦的一个研究机构，也是丹麦科技大学的一部分。 截至2013年5月，DTU有169位工作人员，包括研究人员、工程师和技术人员。
DTU从事天体物理学、太阳系物理学、大地测量学和太空技术的研究，该研究所与尼尔斯·玻尔天文学、物理学暨地球物理学研究所合作进行研究。
DTU的前身是2005年设立的丹麦国家太空中心（由丹麦太空研究所和丹麦国家土地台帐调查局的大地测量部分合并而成），丹麦太空中心于2007年并入丹麦科技大学，2008年改为现名。
DTU目前领导Swarm项目，这是一个有关地球磁场性质的研究项目。